# 全国新闻联播
《全国新闻联播》是中央人民广播电台的一档以国内外要闻为主的综合性新闻广播节目，1951年5月1日开播。前称《全国各地人民广播电台联播》，在1982年9月前曾作为中共中央发布重大新闻的首要平台。1995年更名为《全国新闻联播》。

## 历史
- 1949年6月13日，广播事业管理处发出通知，从6月23日起，各地新华广播电台需转播北平新华广播电台每晚20:30-21:30间的新闻节目，上述时段成为了《各地人民广播电台联播》的雏形。
- 1951年5月1日，《全国新闻联播》的前身《全国各地人民广播电台联播节目》开播，后在1955年7月4日将节目名称简化为《各地人民广播电台联播节目》。
- 1958年5月5日起，《各地人民广播电台联播节目》调整播出时间至20:30-21:00。
- 1968年11月25日，《各地人民广播电台联播节目》调整播出时间至20:00-20:30。
- 1981年6月1日起，《各地人民广播电台联播节目》开始在中央人民广播电台第一套节目晚22:00-22:30重播（周六在22:30-23:00）。
- 1987年1月1日起，《各地人民广播电台联播节目》提前至18:30-19:00播出，重播时段提前到原20:00-20:30，当天起该节目一度采取直播形式播出，恢复录播的时间不明。
- 1995年12月25日，《各地人民广播电台联播节目》更名为《全国新闻联播》。
- 2007年中旬，《全国新闻联播》和《新闻和报纸摘要》一同更换节目片头。
- 2007年11月27日，《全国新闻联播》恢复以直播方式播出。
- 2008年8月25日起，原20:00-20:30的重播时段取消。
- 2009年1月1日，《全国新闻联播》改版。
- 2013年1月1日，《全国新闻联播》更换新的片头。
- 2018年11月22日起，《全国新闻联播》对节目内容进行调整，取消了摘编其他媒体内容的环节，同日起到24日晚，20:30-21:00《直播中国》节目时段一度为《全国新闻联播》内容的重播。
- 2019年10月16日起，《全国新闻联播》恢复在中国之声的重播，安排于20:30-21:00播出。

## 格式
《全国新闻联播》和《新闻和报纸摘要》同样使用《歌唱祖国》为节目开始曲，播放开始曲的同时会有播音员播报节目名称：“中央人民广播电台，中央人民广播电台，全国新闻联播”。播出内容规律与《新闻与报纸摘要》一致。
《全国新闻联播》的节目时长一般为30分钟，如当日有重大事件时则会延长时间，会由主持人在开场提要后加播“今天的节目大约需要xx分钟”，但由于节目地位低于《新闻和报纸摘要》，极少出现延长时间的情况。
《全国新闻联播》以直播性质播出，但时政新闻为预先录制（这一点可从中国之声在央视频的视频直播中看出）。

## 现任主播
备注：2018年3月中央广播电视总台建立后，部分主播同时为中国中央电视台《新闻联播》、《新闻直播间》等新闻节目配音。
女播
王艺、玉蕾（刘玉蕾）、颖婧（邹颖婧）
男播
子文（唐子文）、舒欣

## 播出时间
- 首播：中央人民广播电台中国之声：一般为18:30-19:00
- 重播：中国之声：一般为20:30-21:00

《全国新闻联播》与《新闻和报纸摘要》均为中国内地各地方電台必须转播的节目，若18:30首播后时政新闻有更新，该节目会在20:30的重播中追加。
1982年，随着重大时政要闻的第一发布平台转为央视的《新闻联播》之后，节目地位下降，广电部门也一度不再要求地方台必须转播。
2020年4月，根据国家广播电视总局办公厅《关于进一步做好中央广播电视总台中国之声〈新闻和报纸摘要〉〈全国新闻联播〉节目转播工作的通知》（广电办发〔2020〕53号），中国内地广电部门开始要求地方台主频率恢复转播该节目。但部分地方会安排延时播出，例如新疆广播电视台汉语综合广播、汉语新闻广播以及兵团广播电视台综合广播在当晚20:00录播，西藏拉萨广播电视台次日12:00录播。
所有省级电台第一套节目当中，只有北京新闻广播没有安排转播央广《全国新闻联播》节目，主要原因是因为北京新闻广播每晚19:00转播央视《新闻联播》已有20多年；后经过国家广电总局请示之后，已由北京外语广播参与转播该节目，但自2023年1月1日北京外语广播停播之后，北京台便暂无频率转播《全国新闻联播》，2023年4月1日起，北京台安排京津冀之声每晚18:30参与转播《全国新闻联播》。
也有部分地方电台因主频率停播而改在非主频率转播《全国新闻联播》。如湖南株洲市广播电视台原先安排在株洲综合广播转播央广《全国新闻联播》节目，但自2024年3月19日起株洲综合广播停播后，株洲台转播央广《全国新闻联播》节目的任务交由株洲交通广播负责。
随着多个地方的广电部门又开始要求地方台主频率转播该节目，部分广播电台主频率转播央视《新闻联播》的安排也随之取消（如上海新闻广播）或对原时段的节目做出调整（如内蒙古汉语新闻综合广播原时段18:30与新闻广播同步播出的《全区新闻联播》和《晚间气象服务》节目因转播《全国新闻联播》而调整为19:30播出（同步重播新闻广播的节目））；也有一些地方广播电台主频率在转播完《全国新闻联播》后，继续转播央视《新闻联播》，如青岛综合广播。
另外，新西兰华人之声（AM 936kHz）当地时间周一至周五10:30-11:00会录播《全国新闻联播》。
此外，央广第二套节目、第五套节目、第七套节目也曾重播《全国新闻联播》。

### 特殊安排
- 2020年5月5日，因应上海广播电视台旗下上海新闻广播、上海交通广播、东方都市广播同步播出“五五购物节”12小时大直播，故上海交通广播、东方都市广播亦转播了《全国新闻联播》。
- 2020年6月6日，因应上海新闻广播、上海交通广播、东方都市广播同步播出上海文化旅游主题直播，加上原转播时段设有互动环节，故临时取消《全国新闻联播》的转播安排。
- 2022年10月15日，因直播中共二十大新闻发布会超时，《全国新闻联播》18:33开始播出，这是该节目自1990年北京亚运会开幕当天以来第二次推迟播出。